# Église Saint-Pantaléon de Saint-Pantaléon
L'église Saint-Pantaléon (Sant Pantalí en provençal) est une église romane située à Saint-Pantaléon au pied des monts de Vaucluse, dans le département français de Vaucluse et la région Provence-Alpes-Côte d'Azur.

## Historique
L'édifice a un historique complexe. Au XIe siècle, il était constitué de deux églises accolées correspondant  aux nefs centrales et méridionales. La nef centrale fut profondément modifiée à la fin du XIIe siècle, époque où fut également construit le collatéral nord, auquel fut ajoutée une chapelle votive en 1727. 
L'église et le rocher contigu font l'objet d'un classement au titre des monuments historiques depuis le 13 juin 1907.

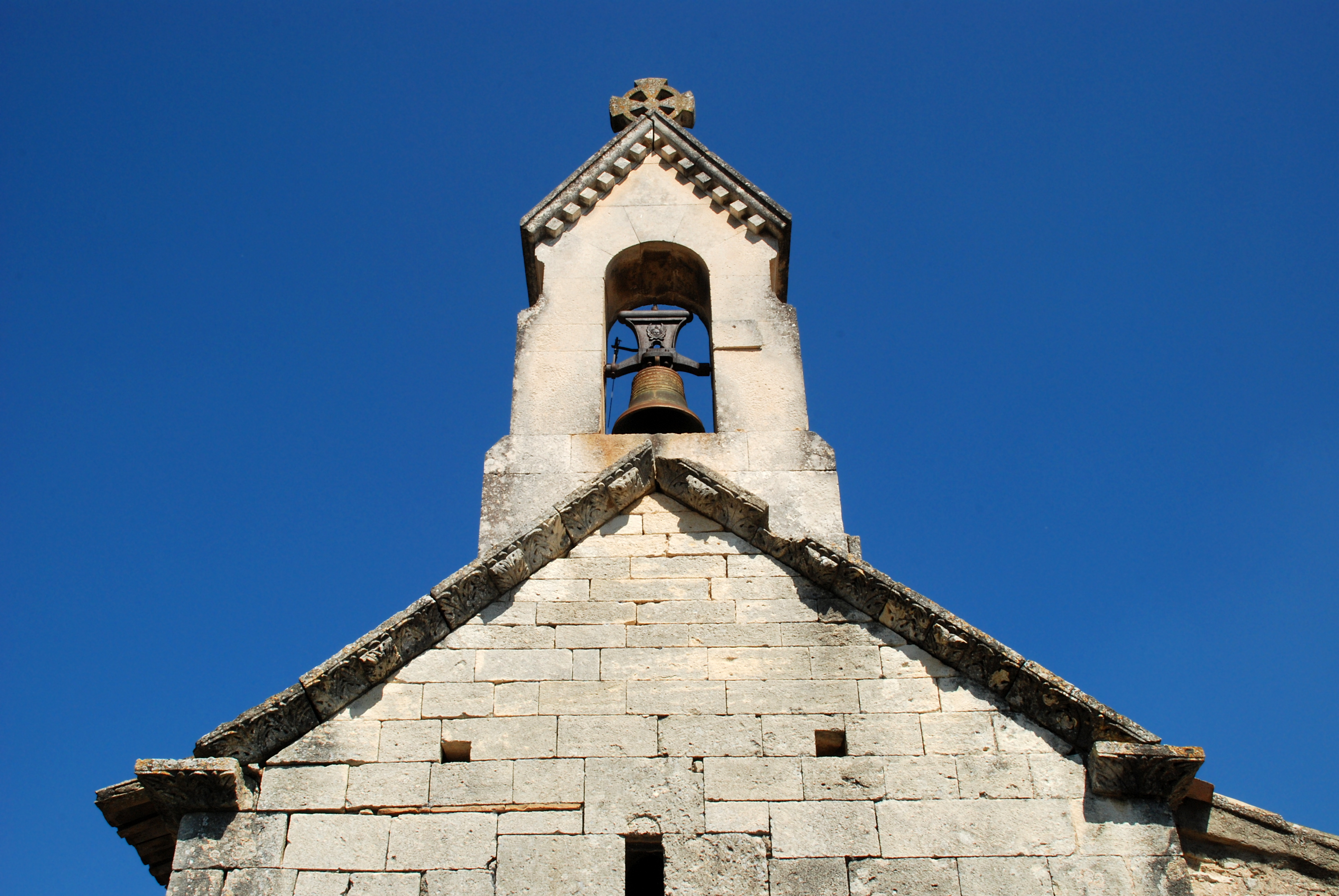
La corniche à feuilles d'acanthe
et le clocheton surmontant la façade.

## Architecture

### La façade
La partie centrale de la façade est édifiée en pierre de taille assemblée en grand appareil régulier sur les deux tiers de sa hauteur et en moyen appareil dans sa partie haute. Elle présente un portail à double voussure en plein cintre et une petite fenêtre très étroite surmontée d'un linteaumonolithe (caractéristique primitive). Cette façade centrale est surmontée d'une remarquable corniche ornée d'une frise de feuilles d'acanthe inspirée de l'antique. Elle est également percée de nombreux trous de boulin (trous destinés à ancrer les échafaudages).
Les parties latérales de la façade présentent une asymétrie marquée, la partie méridionale étant nettement plus haute que la partie septentrionale. Chacune d'elles présente une maçonnerie très irrégulière et est percée d'une fenêtre très étroite surmontée d'un linteau monolithe.
La façade est surmontée d'un clocheton à baie campanaire unique surmonté d'une corniche ornée de denticules et d'une croix de pierre.

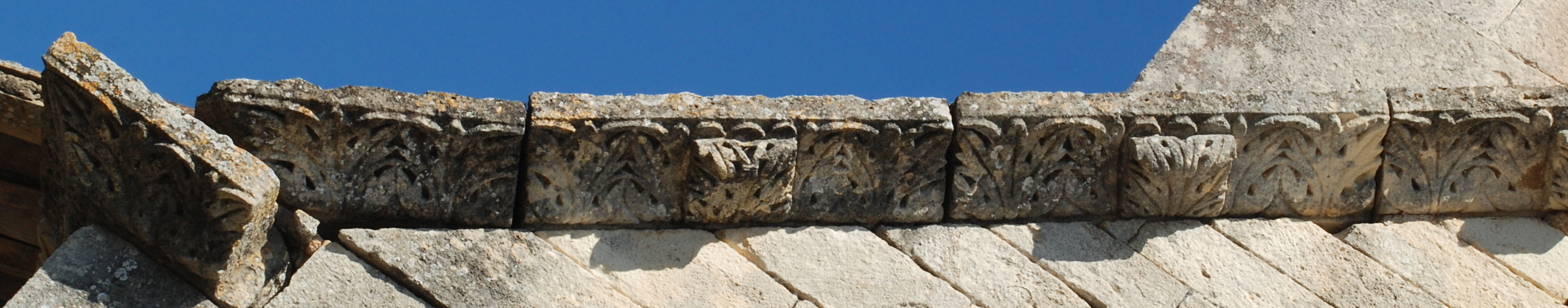
La corniche ornée d'une frise de feuilles d'acanthe.

### Le chevet
Le chevet comporte trois absides semi-circulaires couvertes chacune d'un toit en appentis.
L'abside centrale présente la caractéristique très rare d'être taillée dans le roc sur plus du tiers de sa hauteur, le reste de sa maçonnerie étant constituée de pierre de taille assemblée en très grand appareil régulier puis d'un petit appareil irrégulier dans la partie haute.
Au pied de cette triple abside se trouve une remarquable nécropole rupestre des XIe et XIIe siècles comportant des tombes d'adultes entourées de tombes d'enfants (« sanctuaire à répit »).

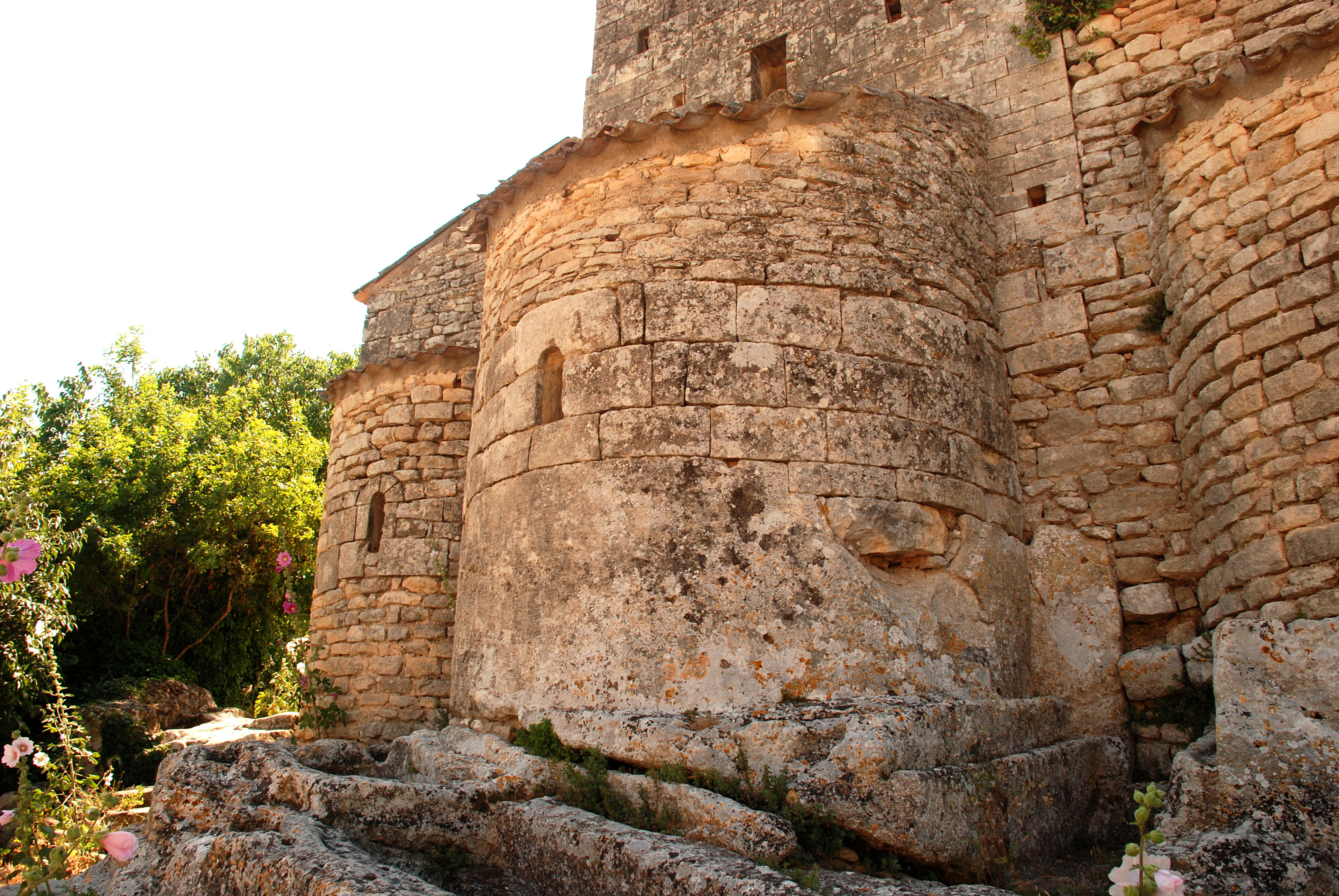
La triple abside du chevet.
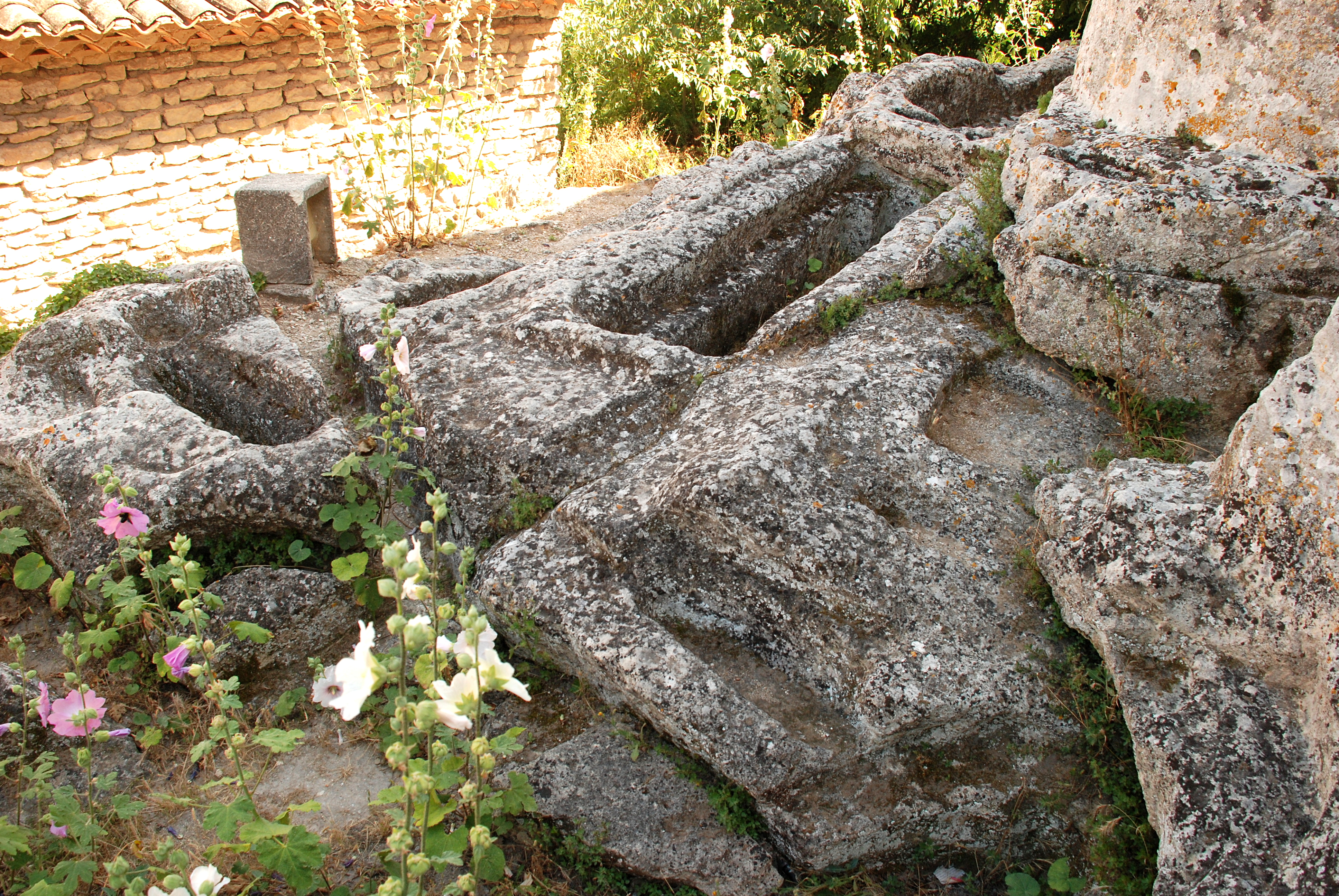
La nécropole rupestre.
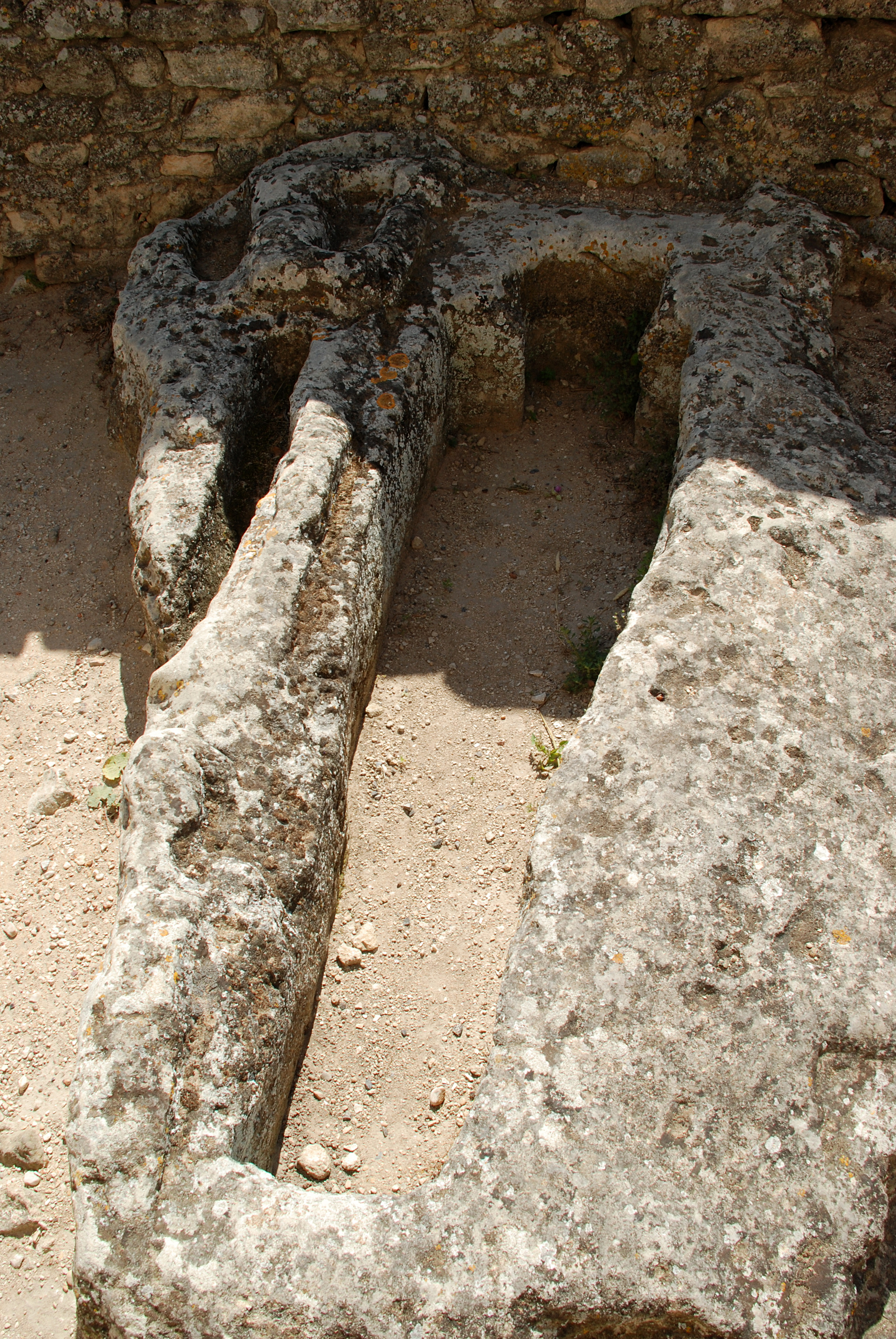
Tombe taillée dans le roc.
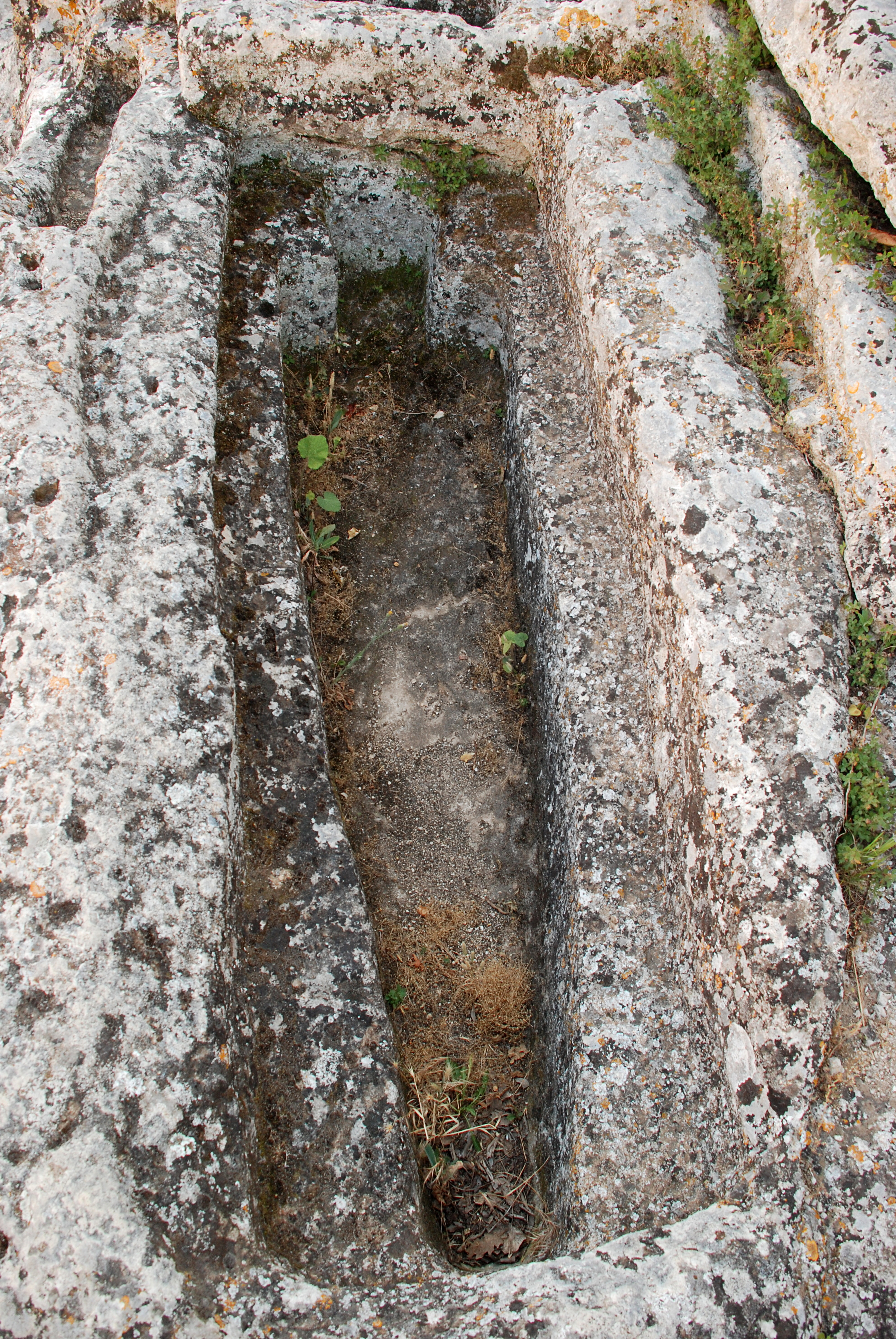
Tombe d'adulte.
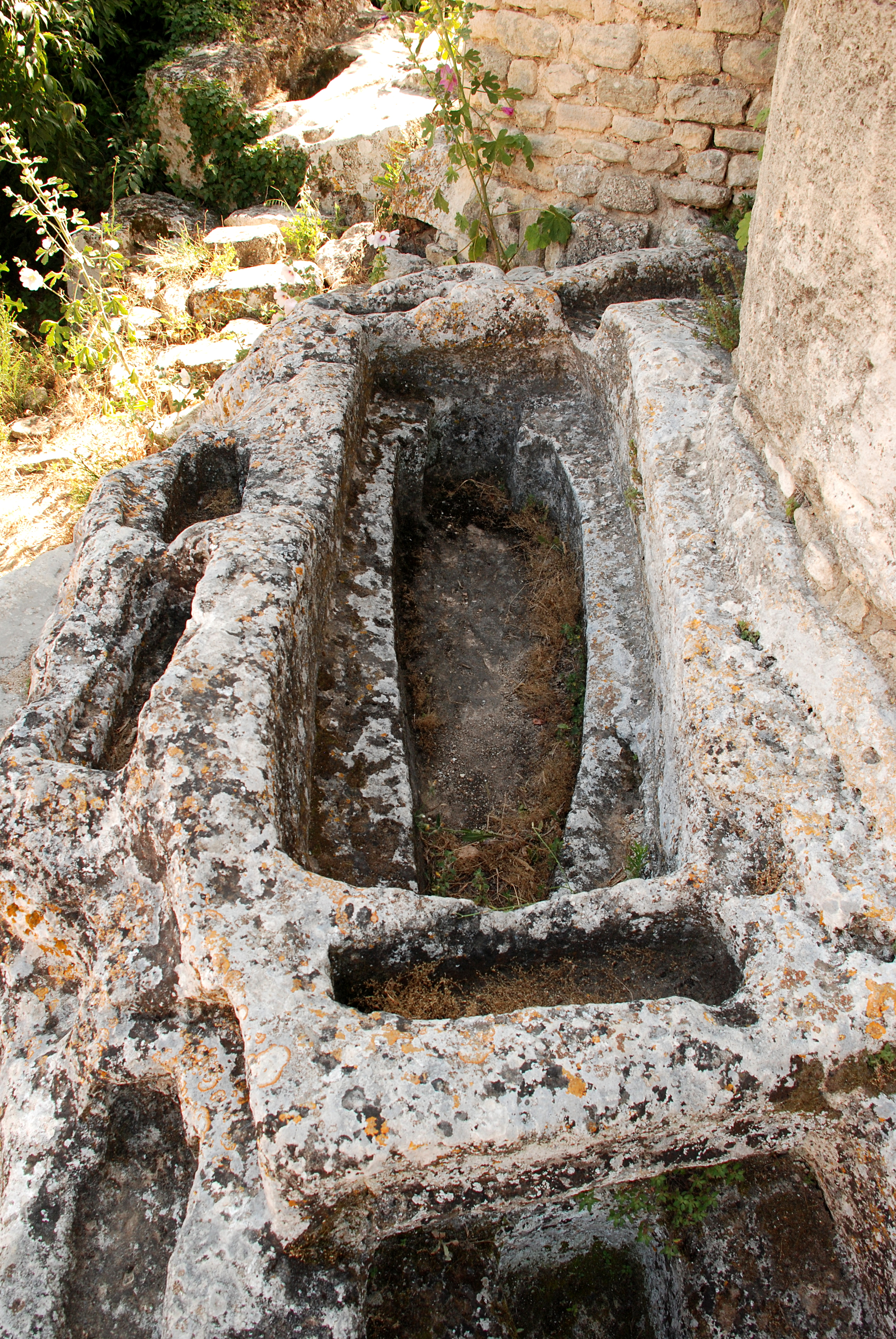
Tombe d'adulte et tombes d'enfant.